# Lillebonne
Lillebonne – miejscowość i gmina we Francji, w regionie Normandia, w departamencie Sekwana Nadmorska. Przez miejscowość przepływa Sekwana. 
Według danych na rok 1990 gminę zamieszkiwało 9310 osób, a gęstość zaludnienia wynosiła 635 osób/km² (wśród 1421 gmin Górnej Normandii Lillebonne plasuje się na 31. miejscu pod względem liczby ludności, natomiast pod względem powierzchni na miejscu 150.).